# Jämshög
Jämshög è un'area urbana della Svezia situata nel comune di Olofström, contea di Kalmar.
La popolazione risultante dal censimento 2010 era di 1 494 abitanti.